# Виричев
Виричев (бел. Вірычаў) — деревня в Тихиничский сельсовете Рогачёвского района Гомельской области Беларуси.
Около деревни расположено месторождение глины.

## География

### Расположение
В 14 км на северо-запад от районного центра и железнодорожной станции Рогачёв (на линии Могилёв — Жлобин), 135 км от Гомеля.

### Гидрография
На юге и востоке мелиоративный канал.

## Транспортная сеть
Транспортные связи по просёлочной, затем автомобильной дороге Бобруйск — Гомель. Планировка состоит из прямолинейной меридиональной улицы, к центру которой с запада присоединяется вторая прямолинейная улица. Застроена двусторонне, деревянными усадьбами.

## История
Обнаруженные археологами стоянка раннего мезолита (в 2 км на восток от деревни), стоянка эпохи неолита (в 0,5 км от деревни) и городище раннего железного века (рядом с деревней) свидетельствуют о заселении этих мест с давних времён. В 1704 году упоминается как деревня в составе имения Тихиничи в Речицком повете ВКЛ. В XIX веке деревня в Тихиничской волости Рогачёвского уезда Могилёвской губернии. Согласно переписи 1897 года действовали школа грамоты, хлебозапасный магазин, мельница. В 1909 году 973 десятины земли. В 1913 году открыта школа, которая размещалась в наёмном крестьянском доме.
В 1930 году организован колхоз «Пламя революции», работала кузница. Во время Великой Отечественной войны в июне 1944 года оккупанты сожгли деревню и убили 5 жителей 51 житель погиб на фронте. Согласно переписи 1959 года в составе совхоза «Тихиничи» (центр — деревня Тихиничи).

## Население

### Численность
- 2004 год — 38 хозяйств, 72 жителя.

### Динамика
- 1881 год — 58 дворов, 415 жителей.
- 1897 год — 82 двора, 540 жителей (согласно переписи).
- 1909 год — 86 дворов, 589 жителей.
- 1959 год — 341 житель (согласно переписи).
- 2004 год — 38 хозяйств, 72 жителя.